# Drużynowe mistrzostwa Południowej Afryki na żużlu
Drużynowe Mistrzostwa RPA w sporcie żużlowym - coroczny cykl zawodów mający wyłonić najlepszą drużynę klubową w Południowej Afryce.

## Medaliści
Lista klubów, które stawały na podium w Drużynowych Mistrzostwach RPA na przestrzeni lat 1952-1957: